# シャッター (映画)
『シャッター』（Shutter）は、2008年のアメリカ合衆国のホラー映画。監督は落合正幸、出演はジョシュア・ジャクソンとレイチェル・テイラーなど。2004年のタイの映画『心霊写真』のハリウッドリメイク作品である。
舞台を主に日本としており、監督の落合の他にも、『リング』に携わった一瀬隆重や、その『リング』のリメイク版に携わったロイ・リーも起用されている。
日本公開時のキャッチコピーは「私は忘れない。死んでもあなたを追い詰める」「忘れたとは言わせない」。

## ストーリー
ブルックリンに住むベンとジェーンは、幸福な結婚式を挙げて、ハネムーンとベンのファッション撮影の仕事を兼ねて日本へ飛び立つ。しかしコテージへ向かう途中、夜の山道で女性一人を轢いてしまい、車は土手へ落ちてしまった。しばらく気を失っていると、轢かれたはずの女性の姿はなかった。疑問を抱きながらも、コテージへ向かって晩を明かした。
数日が経ち、コテージで撮った写真を見ると、何枚かの写真に白い靄のようなものが写り込んでいた。最初は光の反射だと思い、気に掛けなかったが、ベンとジェーンが撮る写真すべてに同じような光が写り込むようになる。ジェーンはさすがに気味悪がり、ある日電車に乗っていると、あの時轢いたはずの女性がホームに立っていた。更に、電車が走っているはずなのに、窓にその女性の姿が現れる。

## キャスト
※カッコ内は日本語吹替。
- ベン: ジョシュア・ジャクソン（竹若拓磨） - アメリカ人写真家。
- ジェーン: レイチェル・テイラー（永田亮子） - ベンの新妻。
- メグミ: 奥菜恵 - ジェーンが運転する車にはねられた女性。
- ブルーノ: デヴィッド・デンマン（大黒和広） - ベンの親友で雇い主。
- アダム: ジョン・ヘンズリー - ベンの親友。モデル紹介業。
- セイコ: マヤ・ヘイゼン - ベンの日本でのアシスタント。
- リツオ: ジェームズ・カイソン・リー - 心霊写真誌の編集者。セイコの元恋人。
- メグミの母: 宮崎美子
- 村瀬: 山本圭 - 霊能者。

## 作品の評価
批評家からの評価は概ね低い。
Rotten Tomatoesによれば、批評家の一致した見解は「日本ではなく、タイのホラー映画のリメイクではあるが、『シャッター』はアジアのホラー映画のつまらないリメイクをもう1つ増やしただけである。」であり、65件の評論のうち高評価は9%にあたる6件のみで、平均して10点満点中3.48点を得ている。
Metacriticによれば、12件の評論のうち、高評価は2件、賛否混在は6件、低評価は4件で、平均して100点満点中37点を得ている。